# Коголо дел Ченђо
Коголо дел Ченђо је насеље у Италији у округу Виченца, региону Венето.
Према процени из 2011. у насељу је живело 3095 становника. Насеље се налази на надморској висини од 299 м.

## Становништво
| 1951. | 1961. | 1971. | 1981. | 1991. | 2001. | 2011. |
| ----- | ----- | ----- | ----- | ----- | ----- | ----- |
| 3.079 | 3.021 | 2.894 | 3.082 | 3.123 | 3.330 | 3.390 |